# V-80 (submarino)
El V-80 (alemán: Versuchs-U-Boot V80) fue un submarino experimental de 76 toneladas de la clase alemana Tipo 5, siendo el único ejemplar construido por la Kriegsmarine de la Alemania nazi.
La construcción del prototipo fue completada en 1940 en el astillero Friedrich Krupp Germaniawerft, en Kiel. El barco de cuatro hombres fue diseñado para probar el sistema de peróxido de hidrógeno de Walter. Su sistema de propulsión se basaba en una Turbina Walter y su autonomía era de 50 millas náuticas (92,6 km) a una velocidad de 28 nudos (52 km/h).
El único intento anterior de utilizar un sistema de propulsión independiente del aire basado en una reacción química fue el del submarino español Ictineo II.
Este minisubmarino condujo al diseño del submarino Tipo XVII alemán.
El V-80 sirvió para sus propósitos de investigación, siendo retirado del servicio en 1942, barrenado y hundido en la Peninsula de Hel el 29 de marzo de 1945 durante la operación Regenbogen.